# Abeona
Abeona este o zeiță din mitologia romană, protectoare a celor care pleacă în călătorie, dar și a copiilor care fac primi pași.
Este ajutată de perechea ei, Adeona.
Face parte din categoria zeilor indigeni, care au precedat pe cei apăruți in urma sincretismelor cu alte culturi.